# Owen Eugene Armstrong
Eugene Armstrong (Hillsdale, Míchigan, 5 de junio de 1952 - 20 de septiembre de 2004) fue un ingeniero civil estadounidense, secuestrado y asesinado en Irak.

## Secuestro
Armstrong fue secuestrado el día 16 de septiembre, en el distrito de Al-Mansur en Bagdad, junto con sus compañeros, el estadounidense Jack Hensley y el británico Kenneth Bigley.
El día 18 de septiembre, el grupo islámico Tawhid wal Jihad (Monoteísmo y Guerra Santa), liderado por Abu Musab al-Zarqawi, puso un video de los 3 rehenes delante de una bandera de Tawhid wal Jihad, y amenazó con matar a los rehenes en 48 horas si no se liberaban a las mujeres iraquíes presas en las cárceles de Abu Ghraib y Um Qasar.
Armstrong fue el primero en ser decapitado, el día 20 de septiembre, cuando el plazo expiró. Mediante reconocimiento de voz, la CIA alega que reconoció la voz de Zarqawi en el video, y le acusó de decapitar a Armstrong personalmente. Hensley fue decapitado al día siguiente, y Bigley casi dos semanas más tarde, el 8 de octubre de 2004.